# Dick Bolt
Dick Bolt (Uithuizen, 6 mei 1960) is een Nederlands dirigent en trombonist. 

## Levensloop
Bolt groeide op in Uithuizen. Na twee jaar muziekonderwijs begon hij op negenjarige leeftijd met het bespelen van de trombone. 
Op twaalfjarige leeftijd werd hij gevraagd lid te worden van het Nationaal Jeugd Fanfareorkest. Reeds tijdens zijn middelbareschooltijd speelde Bolt bij professionele orkesten. Ook speelde hij een aantal jaren in het Nationaal Jeugd Orkest.
Nadat hij zijn militaire dienstplicht vervuld had als muzikant, ging Bolt studeren aan het Conservatorium van Groningen. Hij studeerde af met het diploma Uitvoerend Musicus trombone in 1987 en het einddiploma orkestdirectie in 1988. Al tijdens zijn studie was hij actief als dirigent van blaasorkesten en als koperdocent aan muziekscholen in Buitenpost en Ede. 
Van 1990 tot 1999 was hij hoofdvakdocent trombone aan het Twentsch conservatorium in Enschede, waar hij ook diverse ensembles leidde. Hierna werd hij docent aan het Arnhems conservatorium. Verder gaf hij masterclasses in Letland en Bulgarije, waarbij hij optrad als solist en dirigent. Vanaf 1989 is Bolt regelmatig jurylid bij solistenconcoursen en vanaf 1994 ook bij concertwedstrijden en festivals van de landelijke organisaties voor blaasorkesten. Tevens was hij voorzitter en tekstschrijver van de commissie die de reglementen van de concoursen, georganiseerd door alle Nederlandse federaties heeft herschreven, waarbij ingrijpende veranderingen zijn doorgevoerd. 
Nadat hij in 1989 bastrombonist werd bij Het Gelders Orkest, verplaatste zijn werkterrein zich en werd hij dirigent van de Fanfare "Sint Cecilia", Millingen aan de Rijn en later bij het Harmonieorkest "Excelsior", Eibergen, welke later vervangen is door de harmonie "Advendo" uit Nijverdal. Bolt leidt nu regelmatig symfonische en blaasorkestenprojecten, waaronder de laatste drie edities van het Groot Gelders HRFSTWND Orkest.
In 2004 werd hij de vaste bastrombonist van het Nederlands Trombone Kwartet.
Sinds september 2014 is Bolt de vaste dirigent van het Nijmeegs symfonieorkest Flos Campi.
Sinds april 2015 is Dick Bolt tevens de vaste dirigent van OBK Bennekom. 